# Tone Issei
Tone Issei (sinh ngày 22 tháng 5 năm 1996) là một cầu thủ bóng đá người Nhật Bản.

## Sự nghiệp câu lạc bộ
Tone Issei hiện đang chơi cho Kataller Toyama.